# 武汉工人纠察队
武汉工人纠察队，是指第一次国共合作时期，湖北全省总工会领导下的一支武装力量。1926年10月，北伐军占领武汉后，10月10日，在中国共产党的领导下，湖北全省总工会成立，之后工人组织通过罢工运动，建立工人纠察队。

## 概述
在湖北全省总工会的领导下，1926年11月成立了武汉工人纠察队。下设一个总队、3个大队，每个大队下分3个队，有1个女工纠察队。纠察队最早的负责人有项英、蒋先云。最初纠察队的组织纪律较差，为加强领导，省总工会于1927年4月24日成立了工人纠察队委员会。到5月底，纠察队员共有3000人，其中1100人为武装纠察队员。1927年汉口一三惨案发生后，工人纠察队参加了收同汉口英租界的斗争，占领并守卫租界，并配合叶挺部队完成了武汉卫戍事宜。但是，武汉工人纠察队也随便逮捕人，组织法庭监狱等。据此，5月20日发表的《国民党中央执行委员会宣言》规定，工会纠察队，对于工场主、商店铺长等不得加以胁迫罚款逮捕。6月25日，湖北全省总工会委员长向忠发宣布将工人纠察队的步枪583支缴还，并自7月1日起，将纠察队改编为一大队。6月28日，中共中央政治局举行紧急会议，决议立即解散工人纠察队。同一天。湖北全省总工会为执行党中央的决定，连续发出《湖北全省总工会解散纠察队布告》、《湖北全省总工会致国民政府军事委员会函》、《湖北全省总工会致管理武汉卫戍事宜汉口办事处函》，决定于6月28日将纠察队全体解散，所有枪弹，一律交存管理武汉卫戍事宜办事处。